# 白糸村 (熊本県)
白糸村（しらいとむら）は、かつて熊本県上益城郡にあった村。

## 沿革
- 1889年（明治22年）4月1日 - 町村制施行に伴い上益城郡白藤村、津留村、目丸村、菅村、新小村、犬飼村、長原村、田吉村が合併し、白糸村が発足。
- 1955年（昭和30年）2月1日 - 上益城郡浜町、下矢部村、御岳村と合併し、矢部町となり消滅。